# Овсише
Овсише (словен. Ovsiše) је насељено место у општини Радовљица, Горењска регија, Словенија.

## Историја
До територијалне реорганизације у Словенији биле су у саставу старе општине Радовљица.

## Становништво
У попису становништва из 2011. године, Овсише су имале 218 становника.
| Број становника према пописима | Број становника према пописима | Број становника према пописима |
| ------------------------------ | ------------------------------ | ------------------------------ |
| 1991                           | 2002                           | 2011                           |
| 206                            | 213                            | 218                            |

Напомена: Године 2016. извршена је мала размена територија између насеља Овсише и Пољшица при Поднарту.